# Тальми, Игаль
Игаль Тальми (יגאל תלמי ;род. 31 января 1925, Киев) — израильский физик.

## Биография
Родился в Киеве в семье Моисея Смилянского и Леи Вайнштейн, которые обосновалась в Эрец-Исраэль спустя год после его рождения. Местом жительства был выбран Кфар-Иехецкель в Галилее. Окончил Гимназию Герцлия в Тель-Авиве.
Учился на физ. факультете Еврейского университета в Иерусалиме. Окончил докторантуру в Швейцарском технологическом институте в Цюрихе, под руководством Вольфганга Паули.
С 1954 года работал в Вейцмановском институте, профессор с 1958 года. C 1963 года — чл. Академии наук Израиля.

## Премии
- 1962 — Премия Вейцмана за исследования в области точных наук
- 1965 — Государственная премия Израиля[2]
- 1971 — Ротшильдовская премия
- 2000 — Премия Ханса Бете[англ.]
- 2003 — Премия Швейцарского технологического института
- 2003 — Премия ЭМЕТ